# Néphites
 (septembre 2022).
Si vous disposez d'ouvrages ou d'articles de référence ou si vous connaissez des sites web de qualité traitant du thème abordé ici, merci de compléter l'article en donnant les références utiles à sa vérifiabilité et en les liant à la section « Notes et références ».

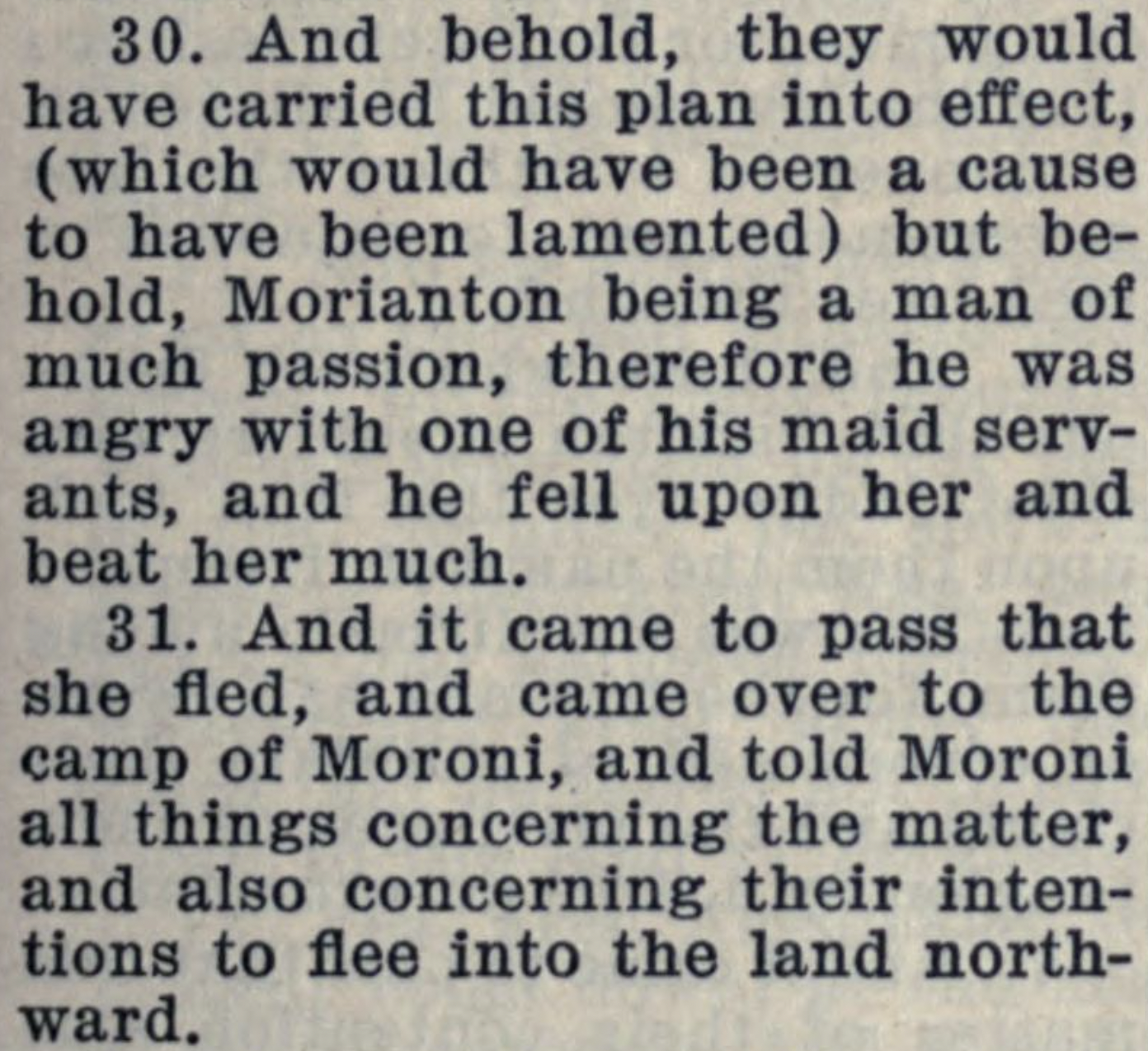
Versets 30-31 d’Alma 50, le récit de Morianton, un insurgé néphite.

Les Néphites sont un groupe de peuples du Livre de Mormon, dont beaucoup étaient descendants du prophète Néphi, fils de Léhi, lequel aurait quitté Jérusalem avec sa famille et serait arrivé sur le continent américain vers 590 avant Jésus-Christ.
Selon le récit, il se séparèrent des Lamanites et furent d'une manière générale plus justes qu'eux. Ils furent finalement détruits par ceux-ci à cause de leur méchanceté. 
Selon la théologie mormone, les premiers Néphites de notre ère seraient ceux dont Jésus parlait quand il dit qu'il avait encore d'autres brebis, qui n'étaient pas de la bergerie d'Israël, qu'il fallait qu'il les amène et qu'elles entendraient sa voix (Jn 10:16). D'après le Livre de Mormon, le Christ leur apparut trois jours consécutifs au cours desquels il les enseigna, guérit leurs malades et choisit douze disciples (3 Né 11-30).